# Hjaltalín (groupe)
Pour les articles homonymes, voir Hjaltalín.
Hjaltalín est un groupe islandais de rock indépendant, originaire de Reykjavik. Formé en 2004, le groupe compte cinq albums studio.

## Histoire
Le groupe est formé à l'automne de 2004 dans le cadre du concours de chanson MH, Óðrík algaula. Deux ans plus tard, le groupe apparait dans le programme d'actualité Kastlójs en tant que quatuor de rock usant de quatre instruments classiques. Le grand événement suivant se passe au festival Iceland Airwaves en 2006 ; à ce moment, le groupe est rejoint par la chanteuse Sigríður Thorlacius. Courant 2008, le groupe sort le single Goodbye July/Margt Að Ugga, ainsi que son premier album intitulé Sleepdrunk Seasons sur le label Kimi Records. 
En 2009, ils sortent l'album Terminal, qui est élu album pop de l'année aux Íslensku tónlistarverðlaunin (Icelandic Music Awards). Depuis, ils sortent deux autres albums studio : Enter 4 en 2014, et l'album éponyme Hjaltalín en 2020 sort grâce au financement participatif. Ils publient également une bande originale pour le film Days of Gray (2014) et un enregistrement live avec l'Orchestre symphonique d'Islande en 2010.
En novembre 2019, ils sont de nouveau annoncé pour l'Iceland Airwaves.

## Projets individuels
Certains membres du groupe ont publié des œuvres en solo. Le chanteur Sigríður Thorlacius publie l'album Jólakveðja en 2013. L'album Two Trains de Högni Egilsson sort en 2017, et le musicien a également composé la musique d'un certain nombre de productions théâtrales, cinématographiques et télévisuelles, notamment la série Netflix Katla en 2021. Le violoniste Viktor Orri Árnason publie l'album Eilífur en 2021.

## Membres

### Membres actuels
- Axel Haraldsson — batterie
- Guðmundur Óskar Guðmundsson — basse
- Hjörtur Ingvi Jóhannsson — piano, claviers
- Högni Egilsson — chant, guitare
- Sigríður Thorlacius — chant
- Viktor Orri Árnason — violon

### Anciens membres
- Grímur Helgason — clarinette
- Rebekka Bryndís Björnsdóttir — basson, percussions

## Discographie

### Albums studio
- 2008 : Sleepdrunk Seasons
- 2009 : Terminal
- 2012 : Enter 4
- 2014 : Days of Gray
- 2020 : Hjaltalín

### Singles
- 2007 : Traffic Music
- 2008 : Þú komst við hjartað í mér
- 2009 : Sjómannavalsinn
- 2009 : Stay By You
- 2009 : Suitcase Man
- 2013 : Engill alheimsins
- 2013 : Halo
- 2015 : We Will Live for Ages
- 2019 : Baronesse
- 2019 : Love from 99